# Grupo Confidence
O Grupo Confidence é uma corretora de câmbio brasileira que oferece serviços para transações internacionais. É uma das maiores especialistas em câmbio do mundo. Tem presença em mais de 30 países e sua sede fica em Londres. No Brasil, o Grupo é formado pela corretora Travelex Confidence e pelo Travelex Bank, foi o primeiro banco exclusivo para operações de câmbio no país. Dentre as operações realizadas pelo Grupo, estão transferências internacionais, importação, exportação, compra e venda de moedas estrangeiras, troca de cheques internacionais, venda de cartões pré-pagos, seguro viagem e chip internacional para celular.

## História
Na sua fundação a Confidence Câmbio era uma agência de turismo, que transformou seu objeto societário em corretora de câmbio,assim, quase sempre trabalhou exclusivamente no mercado de câmbio. Esta expertise os tornou líderes no mercado de câmbio turismo no Brasil, devido ao atendimento personalizado e o portfólio de soluções de câmbio para pessoas físicas e jurídicas. 
Em 2010, a empresa recebeu autorização para abertura do primeiro banco de câmbio do Brasil, agregando ao Grupo total independência para a criação de novas soluções para o setor. A empresa também atua no atendimento a outras instituições financeiras do mercado que necessitam de soluções ágeis para a condução de suas atividades em câmbio, além de oferecer ao mercado corporativo e pessoas físicas a possibilidade de efetuar seus pagamentos para operações de importação, exportação e remessas financeiras. 
A empresa não atende apenas clientes diretos. Por meio de parcerias com o setor de turismo, atua em regiões onde não possui estabelecimentos próprios, através de correspondentes cambiais que contam com uma rede de centenas de pontos de atendimento em todo o Brasil. 
Para ir além de suas regiões de atendimento, a empresa lançou em 2013 a primeira plataforma online para venda de produtos de câmbio.

### Principais atividades
O Grupo Confidence/Travelex é especialista em câmbio no Brasil e tem como suas principais soluções em pagamentos internacionais os produtos ou serviços:
Cartão Pré-pago Multi Moeda Cash Passport  - O Cartão Multi Moeda tem como característica, possuir 6 moedas em apenas um cartão: Dólar Americano, Euro, Libra Esterlina, Dólar canadense e Dólar australiano. 
Moeda em Espécie  - Com mais de 130 casas de câmbio espalhadas pelo Brasil,  A Confidence Câmbio compra e vende papel moeda de diversos países e oferece produtos e serviços relacionados com viagens a turismo ou a negócios.
Remessas Internacionais  - Remessas Internacionais é a transferência de recursos de pessoas físicas ou jurídicas que podem enviar e receber dinheiro do exterior ou para o exterior.
Parcerias - Soluções de câmbio disponíveis para agências de turismo e empresas.
Mesa de Operações - Atendimento especializado em pessoa física e jurídica pelos canais de Telefone, Chat e E-mail.
Loja Online  - O confidencecambio.com.br é o canal digital da Confidence Câmbio para operações virtuais.